# Pseudohomonyx similis
Pseudohomonyx similis är en skalbaggsart som beskrevs av Miyake och Yamaya 1999. Pseudohomonyx similis ingår i släktet Pseudohomonyx, och familjen Dynastidae. Inga underarter finns listade i Catalogue of Life.